# Aemilia ockendeni
Aemilia ockendeni är en fjärilsart som beskrevs av Rothschild 1909. Aemilia ockendeni ingår i släktet Aemilia och familjen björnspinnare. Inga underarter finns listade i Catalogue of Life.